# Colors!
Pour les articles homonymes, voir Colors.
Colors! est une série d’applications de peinture numérique pour consoles de jeu portables et appareils mobiles. D’abord sortie en tant que Colors! sur Nintendo DS, depuis adaptée pour PlayStation Vita, iOS et Android, des variantes de l’application pour Nintendo 3DS (Colors! 3D) et Nintendo Switch (Colors Live) ont été développées depuis.

## Versions

### Colors!
Développée par Jens Andersson, alors employé dans l’industrie du jeu vidéo, pendant son congé sabbatique, l’application Colors! est conçue à l’origine pour la console Nintendo DS et est d’abord publiée comme prototype en juin 2007, largement partagé par les utilisateurs de logiciels amateur.
Peu de temps après la diffusion de Colors! est mis en ligne un site permettant de partager les créations graphiques réalisées avec l’application.
Colors! est depuis déclinée pour iOS, Android et PlayStation Vita.

### Colors! 3D
Colors! 3D est une version de l’application dédiée à la Nintendo 3DS, sortie en 2012. Pas un simple portage, cette version profite des spécificités de la console pour inclure des outils de réalisation d’images stéréoscopiques.

#### Accueil
- IGN : 9/10[4]
- Nintendo Life : 9/10[5]

### Colors Live
Colors Live (stylisé Colors L!ve) est une nouvelle version de l’application pour Nintendo Switch, financée par une campagne de financement participatif en 2020. Elle s’utilise avec un stylet SonarPen à plusieurs niveaux de pression. L’application intègre un mode de jeu Colors Quest invitant à dessiner tous les jours.